# Orgilus bifasciatus
Orgilus bifasciatus är en stekelart som beskrevs av Turner 1922. Orgilus bifasciatus ingår i släktet Orgilus och familjen bracksteklar. Inga underarter finns listade i Catalogue of Life.